# Il mio corpo ti scalderà
Il mio corpo ti scalderà (The Outlaw) è un film del 1943 diretto da Howard Hughes.
Il film è un western, ennesima versione della saga di Doc Holliday e Billy the Kid, i due famosi fuorilegge che questa volta litigano per il possesso di un cavallo.

## Trama
Durante una rissa, Billy uccide un uomo e, per evitare che lo sceriffo Pat Garrett possa arrestarlo, Doc lo nasconde, ferito gravemente, in una capanna affidandolo alle cure della sua donna Rio. Tra Billy e Rio nasce un inevitabile sentimento, ma Doc è costretto a tacere perché, braccati intanto dallo sceriffo, i tre devono fuggire. Quando Garrett li raggiunge, Doc oppone resistenza all'arresto di Billy e viene ucciso. Gli altri due riescono a incatenare lo sceriffo e a partire insieme.

## Considerazioni e censura
Il film è rimasto nella memoria collettiva per l'esordio sullo schermo della ventiduenne Jane Russell. La sua prorompente bellezza, le sue forme sensuali, gli abiti succinti sfoggiati nel film e anche nella locandina non erano in sintonia con le linee guida contenute nel Codice Hays, che dettava gli standard di moralità per le pellicole cinematografiche.
Per questo motivo il film, pur essendo stato completato nel 1941, non poté essere subito distribuito perché la censura ne proibì la proiezione pubblica, che avvenne solo in determinati Stati degli USA due anni dopo, dando vita ad un acceso e controverso dibattito sulla moralità del nudo nel cinema, e solo nel 1946 fu autorizzata su tutto il territorio degli Stati Uniti. In Italia fu possibile vedere il film nel 1949, ma in versione ridotta di ben 11 minuti.
La pellicola è stata portata da bianco e nero a colori per ben due volte. La seconda versione a colori, prodotta dalla Legend Films, è stata distribuita in DVD nel 2009 in una edizione comprendente anche una versione in bianco e nero restaurata.